# Championnats du monde de tir à l'arc 1987
Navigation
Édition précédente Édition suivante
Les championnats du monde de tir à l'arc 1987 sont une compétition sportive de tir à l'arc organisée en mars 1987 à Adélaïde, en Australie. Il s'agit de la 34e édition des championnats du monde de tir à l'arc.

## Médaillés

### Classique
| Eppreuve           | Or                      | Argent                 | Bronze          |
| ------------------ | ----------------------- | ---------------------- | --------------- |
| Individuel hommes  | Vladimir Yesheyev (URS) | Andreas Lippoldt (FRG) | Jay Barrs (USA) |
| Individuel femmes  | Ma Xiangjun (CHN)       | Wang Hee-kyung (KOR)   | Yao Yawen (CHN) |
| Par équipes hommes | Allemagne de l'Ouest    | États-Unis             | Chine           |
| Par équipes femmes | Union soviétique        | Corée du Sud           | France          |